# Дынкин, Матвей Павлович
Матвей Павлович Ды́нкин (13 [26] мая 1907, Стародуб — 1967) — советский конструктор боеприпасов.

## Биография
Родился  13 (26) мая 1907 года в Стародубе (ныне Брянская область).
Окончил Артиллерийскую академию РККА (1936).
В 1928—1936 научный сотрудник, начальник лаборатории НИИ-6. С 1936 года военный представитель, с 13.1.1938 директор завода пластмасс (производившего пироксилиновый порох).
С 1940 года начальник 3-го (порохового) Главного управления Наркомата боеприпасов СССР.
В 1941 году арестован и сослан в исправительно-трудовые лагеря, работал начальником литейного цеха Пензенской трудовой колонии.
В 1943 году освобождён и назначен начальником технического отдела 3-го Главного управления Наркомата боеприпасов СССР.
И. о. главного инженера 3-го (порохового) Главного управления Наркомата боеприпасов (1945—1946).
С 1946 года главный инженер 3-го Главного управления Министерства сельскохозяйственного машиностроения СССР (это ГУ занималось вопросами вооружений).
В последующем работал в НИИ-6 МСХМ (производство пороха) начальником лаборатории.

## Награды и премии
- Сталинская премия третьей степени (1947) — за разработку новой технологии производства пороха
- орден Отечественной войны I степени.